# Téléphérique du port de Barcelone
Ne doit pas être confondu avec Téléphérique de Montjuïc.
Le téléphérique du port de Barcelone est un téléphérique situé à Barcelone en Espagne qui permet de relier en deux tronçons la colline de Montjuïc de la station Miramar aux plages du quartier de La Barceloneta à la station Sant Sebastià en survolant le port de Barcelone. Inauguré en 1931 pour l'Exposition internationale de 1929, il fait partie des attractions touristiques majeures de Barcelone,.

## Historique
À la fin des années 1920, après que Barcelone fut désignée pour accueillir l'Exposition internationale de 1929, il est envisagé de construire une attraction de type transbordeur aérien  qui permettrait de desservir l'exposition ainsi que de survoler le port de la ville. La technologie du téléphérique est donc sélectionnée. Celui-ci reliera la colline de Montjuic au quartier le La Barceloneta et sera constitué de 2 tronçons et de 3 stations : Sant Sebastià, Jaume I et Miramar. Une concession est accordée à la société Air Rail San Sebastian – Miramar, SA et les travaux de l'installation sont confiés à la société allemande Adolf Bleichert & Co. Une tour de 86 mètres est construite pour la station Sant Sebastià et une tour de 107 mètres pour la station Jaume I. Mais à cause de la complexité des travaux, le téléphérique n'est pas terminé à temps pour l'exposition, la remontée mécanique sera finalement inaugurée le 12 septembre 1931.
Après son inauguration, le téléphérique du port ne fonctionnera que quelques années. Lors de la guerre civile d'Espagne qui débute en 1936, l'installation est fortement endommagée par les bombardements, des câbles sont rompus et une cabine tombe dans la mer. Le téléphérique se retrouve à l'état de ruine après la guerre et reste à l'abandon durant plusieurs décennies.
Ce n'est qu'à partir de la fin des années 1950 que la municipalité de Barcelone décide enfin de réparer le téléphérique plutôt que de le démolir. Une nouvelle société d'exploitation est créée : Teleféricos de Barcelona, S.A. La tour Sant Sebastià est rénovée en 1960 et la tour Jaume I en 1962. Le téléphérique est à nouveau ouvert au public en 1963.
Enfin le téléphérique du port connaît une seconde rénovation à la fin des années 1990, les deux tours sont à nouveau restaurées et les câbles remplacés.

## Description de la ligne
La ligne du téléphérique du port est longue de 1303 mètres et possède 3 stations :
La station Miramar est la plus basse située à 55 mètres d'altitude sur la colline de Montjuic au niveau de l'hôtel et l'avenue Miramar, elle abrite la partie motrice de l'installation.
Le tronçon Miramar - Jaume I est long de 652 mètres et présente un dénivelé de 62 mètres. La ligne survole la partie Ouest du port de Barcelone avec un court tronçon au-dessus de l'eau.
La station Jaume I est la plus haute située exactement au milieu de la ligne au sommet de la tour Jaume I à 119 mètres d'altitude ainsi. Son nom rend hommage à Jacques Ier (Jaume I en catalan) qui fut roi d'Aragon ainsi que comte de Barcelone au XIIIe siècle. La tour Jaume I est installée au centre du port et sert à la fois de station intermédiaire et de pylône à la ligne du téléphérique. Les passagers accèdent à la station grâce à des ascenseurs. Un restaurant panoramique est également installé en haut de la tour juste en dessous de la station.
Le tronçon Jaume I - Sant Sebastià est long de 651 mètres et présente un faible dénivelé de 33 mètres. La ligne survole la partie Est du port de Barcelone avec cette fois-ci un plus long tronçon au-dessus de l'eau.
La station Sant Sebastià est située à 86 mètres d'altitude au sommet de la tour Sant Sebastià. La tour est située à l'Est du port et à proximité de la plage de La Barceloneta donnant sur la mer Méditerranée. Comme la tour Jaume I , la tour Sant Sebastià possède un restaurant à son sommet ainsi que des ascenseurs permettant aux passagers d’accéder à la station.

## Galerie de photos

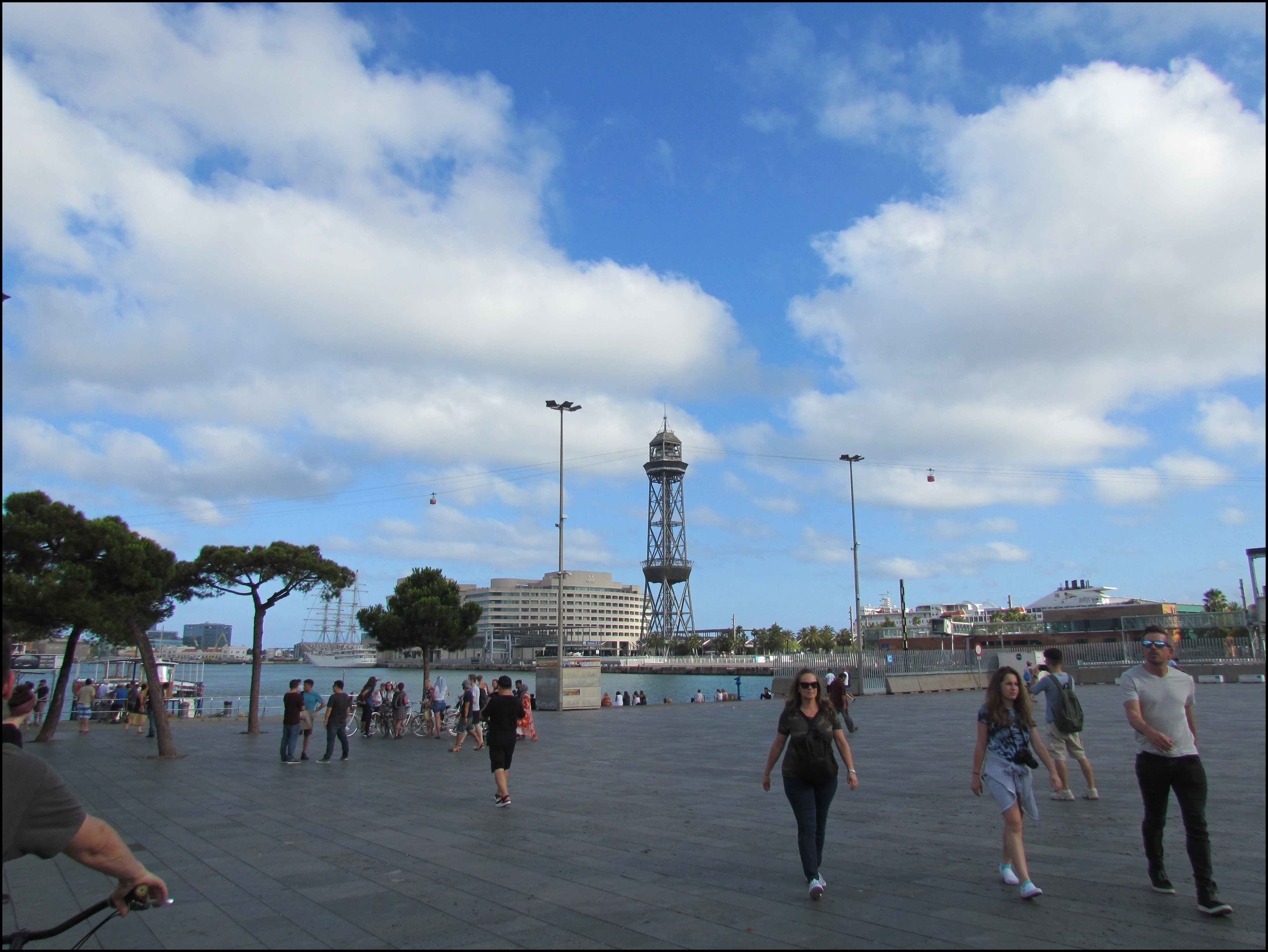
Téléphérique du port de Barcelone (vue 1) .
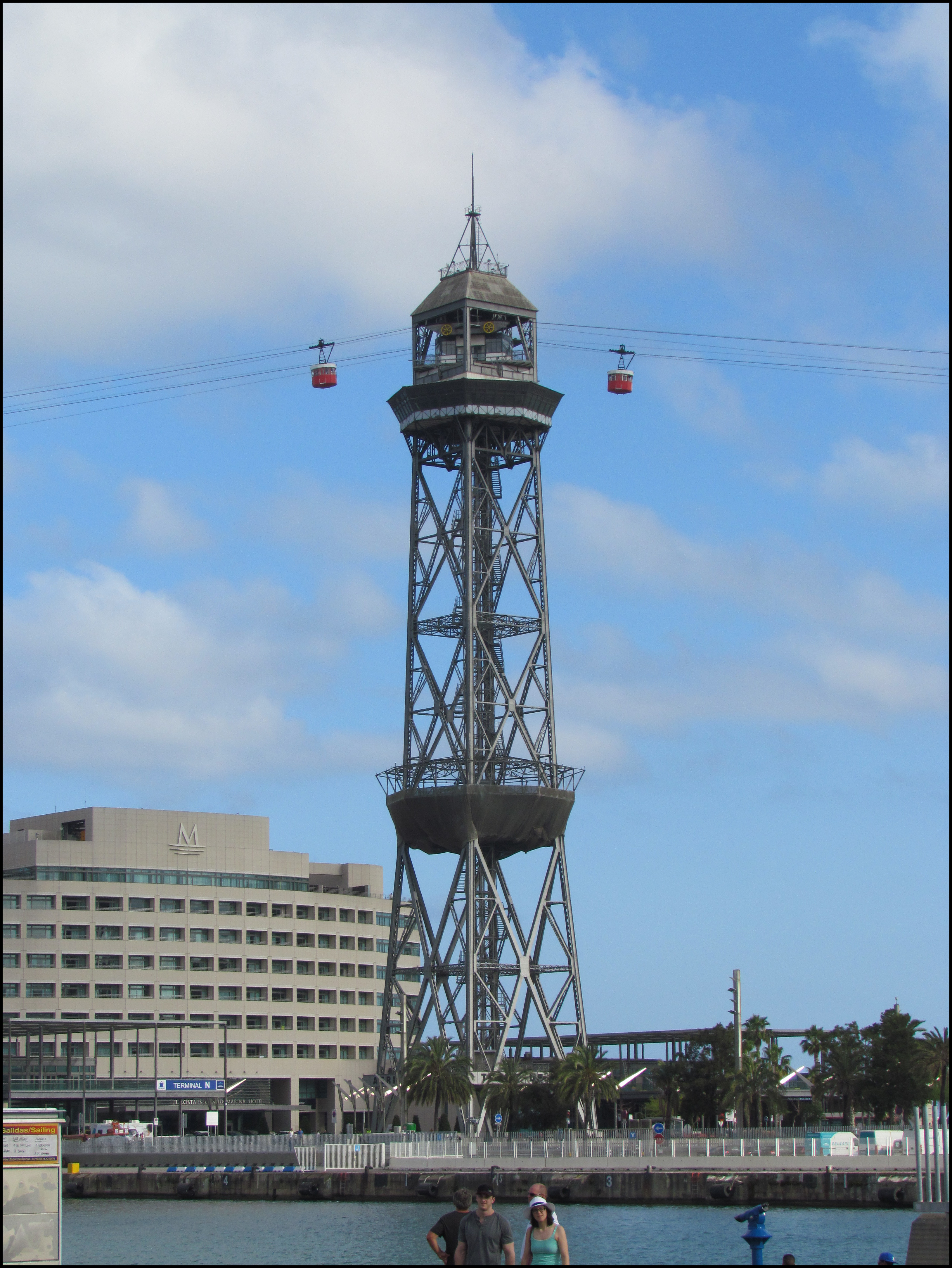
Téléphérique du port de Barcelone (vue 2) .
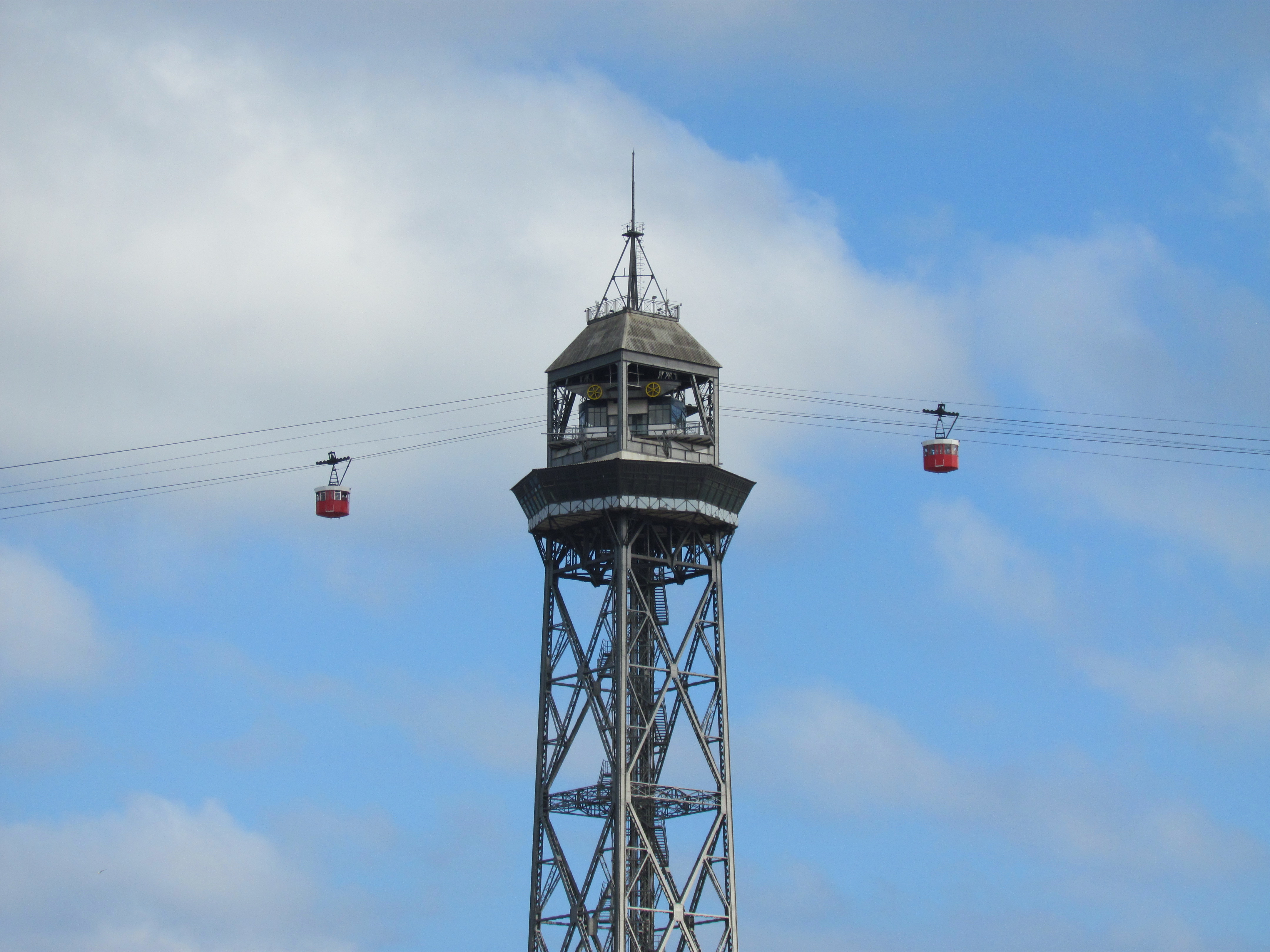
Zoom sur les cabines du téléphérique.